# Lonchoptera orientalis
Espèce
Lonchoptera orientalis est une espèce de diptères de la famille des Lonchopteridae.